# Nef

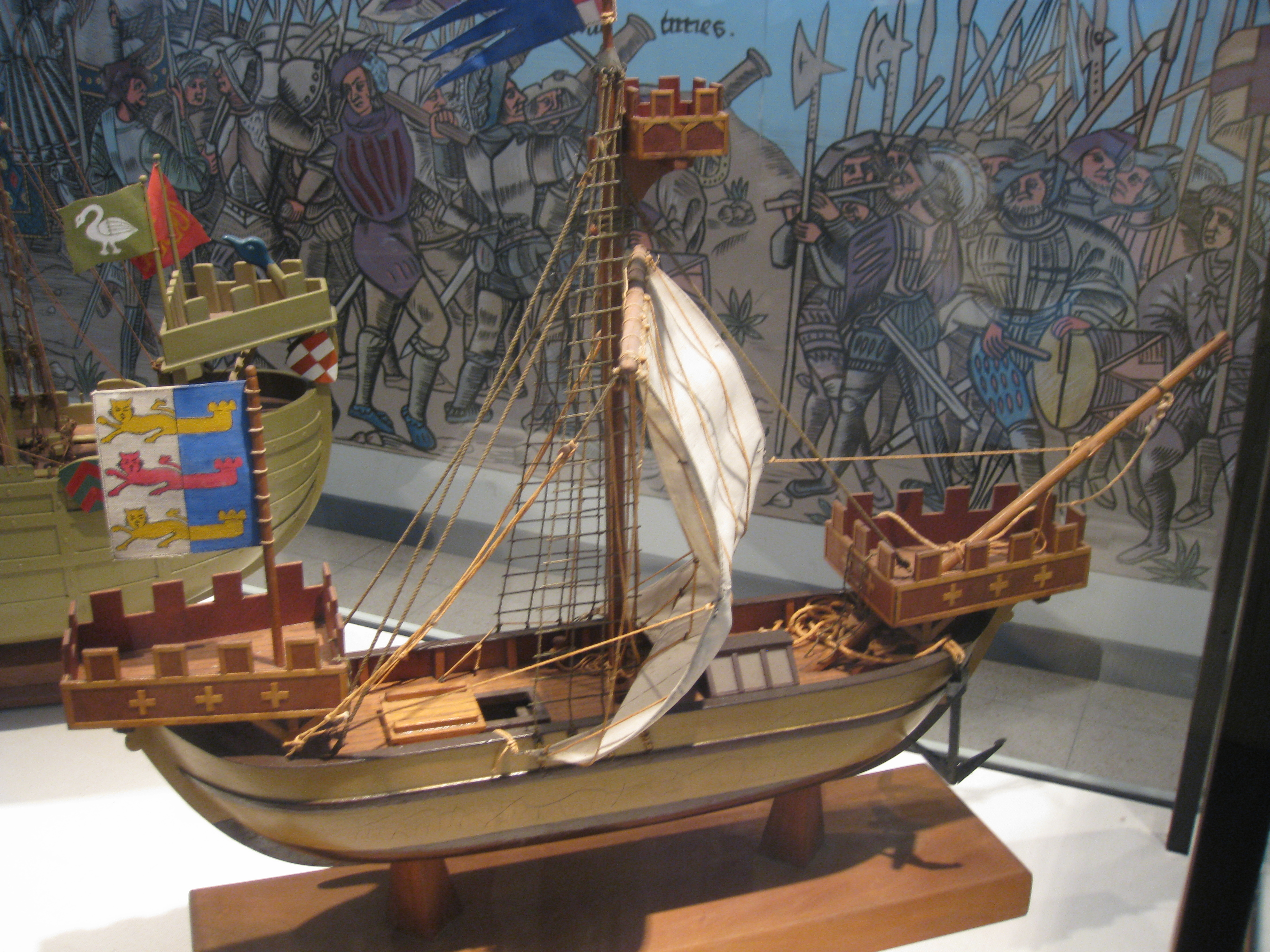
Model XIII-wiecznego nefu z okresu wypraw krzyżowych

Nef (od łac. navis – statek) – typ statku towarowego używany w XII-XIII wieku w zachodniej Europie.
Konstrukcja nefu wzorowana była na knarach lub na statku normandzkim. Był jednak większy od knary, a stosunek jego długości do szerokości wynosił 3:1. Pierwsze nefy zaczęły się pojawiać już w drugiej połowie XI wieku. Używano ich przede wszystkim we flocie francuskiej, angielskiej, hiszpańskiej i portugalskiej.
Cechował je ciężki, pękaty kadłub o podniesionym dziobie i rufie, z poszyciem zakładkowym i z wysoko sterczącymi zakończeniami dziobnicy i tylnicy. Statek miał jeden maszt z dużym żaglem rejowym, a boczny ster wiosłowy ulokowany był na prawej burcie. Początkowo podczas wypraw wojennych umieszczano na dziobie i na rufie (niekiedy na maszcie) kasztele na belkowych wspornikach, z blankami dla ochrony łuczników. Z czasem zaczęto je tam zabudowywać na stałe.